# Medal „Za zasługi dla obronności kraju”

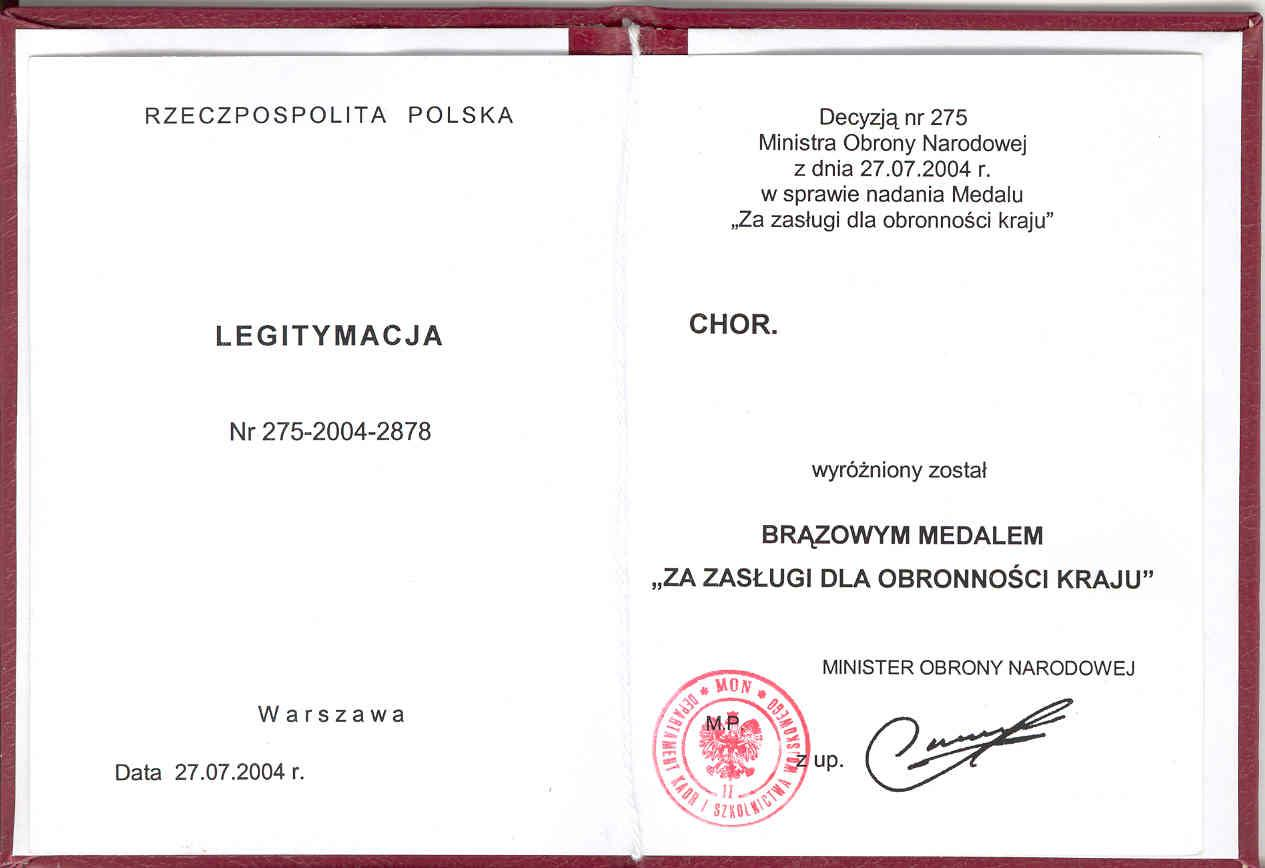
Legitymacja medalu

Medal „Za zasługi dla obronności kraju” – polskie odznaczenie wojskowe, nadawane przez ministra obrony narodowej.

## Charakterystyka
Medal został ustanowiony przez Sejm ustawą z 21 kwietnia 1966 (łącznie z medalem „Za udział w walkach o Berlin”). Według ustawy stanowi uznanie dla osób, które swoją pracą lub działalnością przyczyniły się do rozwoju i umocnienia obronności kraju. Medal może być również nadawany jednostce wojskowej, organizacji społecznej, przedsiębiorstwu, zakładowi lub instytucji. Wraz z odznaką wyróżnienia wręczana jest legitymacja.
Medal posiada trzy stopnie:
- Złoty Medal,
- Srebrny Medal,
- Brązowy Medal.

## Zasady nadawania

### 1966-2022
Rozporządzenie Ministra Obrony Narodowej z 25 kwietnia 1966 szczegółowo określało, za co w szczególności można było nadawać osobom medal „Za zasługi dla obronności kraju”. Srebrny medal mógł być nadany osobie nagrodzonej medalem brązowym, jeżeli od jego nadania upłynął co najmniej 3-letni okres. Nadanie medalu złotego mogło nastąpić po upływie co najmniej 5-letniego okresu od nadania medalu srebrnego.
Zasady nadawania medalu zmieniono rozporządzeniem Ministra Obrony Narodowej z 19 kwietnia 1991. Według tego rozporządzenia, medal nadaje się osobom, które:
1. wykazały męstwo lub odwagę w bezpośrednim działaniu związanym z obronnością kraju albo osiągnęły bardzo dobre wyniki w realizacji zadań obronnych
2. posiadają szczególne zasługi w dziedzinie rozwoju nowoczesnej myśli wojskowej, techniki wojskowej oraz potencjału obronnego, jak również w zakresie szkolenia i wychowania wojskowego
3. swoją pracą zawodową lub działalnością w organizacjach społecznych znacznie przyczyniły się do rozwoju i umocnienia systemu obronnego kraju.

Srebrny medal może być nadany osobie wyróżnionej brązowym medalem, jeżeli od jego nadania upłynęły co najmniej trzy lata, a nadanie złotego medalu może nastąpić po upływie co najmniej pięciu lat od nadania srebrnego medalu (od zasad tych można odstąpić w szczególnie uzasadnionych przypadkach). Medal w danym stopniu nadaje się tylko raz.
Medal ten można nadawać również w celu okazania wysokiego uznania rodzicom, którzy wychowali wiele dzieci na wzorowych i ofiarnych żołnierzy (złoty medal – rodzicom, których co najmniej pięcioro dzieci pełniło nienagannie czynną służbę wojskową albo co najmniej troje dzieci pełniło zawodową służbę wojskową; srebrny medal – rodzicom, których troje lub czworo dzieci pełniło nienagannie czynną służbę wojskową).
Na podstawie rozporządzenia Ministra Obrony Narodowej z 25 kwietnia 2012 r. medal może być także nadany jednostkom wojskowym, organizacjom społecznym, przedsiębiorstwom, zakładom i instytucjom, które:
1. osiągnęły bardzo dobre wyniki w realizacji zadań obronnych;
2. posiadają szczególne zasługi w dziedzinie rozwoju nowoczesnej myśli wojskowej, techniki wojskowej oraz potencjału obronnego, jak również w zakresie szkolenia i wychowania wojskowego.

### Od 2022
Ustawa o obronie Ojczyzny uprościła zasady nadawania odznaczenia: 
1. Medal może być również nadany jednostce wojskowej, organizacji społecznej, przedsiębiorstwu, zakładowi lub instytucji.
2. Medal tego samego stopnia może być nadany tylko jeden raz. Osobie, jednostce wojskowej, organizacji społecznej, przedsiębiorstwu, zakładowi lub instytucji, odznaczonej tym medalem nie nadaje się go w stopniu niższym od posiadanego.

Rozporządzenie Ministra Obrony Narodowej z dnia 26 września 2023 doprecyzowało niektóre aspekty nadawania Medalu, np. te dotyczące nagradzania rodziców żołnierzy (utrzymano zapisy sprzed 2022 r.) i karencji w nadawaniu kolejnych stopni odznaczenia – pięć lat od nadania Medalu niższego stopnia (okres ten może być skrócony w szczególnie uzasadnionych przypadkach, jednak nie krótszy niż 12 miesięcy). 

## Opis odznaki
Odznaką medalu „Za zasługi dla obronności kraju” był początkowo okrągły medal o średnicy 38 mm, wykonany z metalu złoconego, srebrzonego bądź brązowego i oksydowanego. Na awersie znajdował się rysunek granic Polski, a na jego tle stylizowany orzeł. Wokół rysunku znajdował się napis: ZA ZASŁUGI DLA OBRONNOŚCI KRAJU. Na rewersie umieszczony był poziomo napis: MINISTERSTWO OBRONY NARODOWEJ, otoczony napisem: POLSKA RZECZPOSPOLITA LUDOWA.
Od 1991, odznaką medalu jest okrągły złocony, srebrzony lub patynowany na brązowo medal o średnicy 36 mm. Na awersie umieszczony jest hełm rycerski w koronie, otoczony liśćmi akantu, pod nim tarcza, na której jest umieszczony orzeł wojskowy w koronie. W otoku jest napis: ZA ZASŁUGI DLA OBRONNOŚCI KRAJU. Na rewersie umieszczony jest w dwóch wierszach poziomo napis: WOJSKO / POLSKIE.
Wstążka medalu w obu wersjach jest biała, szerokości 38 mm, z pionowym czerwonym pasem szerokości 20 mm pośrodku.
Medal nosi się na lewej piersi w kolejności po orderach i odznaczeniach państwowych i po Medalu „Siły Zbrojne w Służbie Ojczyzny”.

## Odznaczeni
W 2013 r. Minister ON Tomasz Siemoniak odznaczył 6 Batalion Powietrznodesantowy Brązowym Medalem „Za zasługi dla obronności kraju”.